# Joseph Amoako
Joseph Amoako, född 13 september 2002 i Kumasi i Ghana, är en ghanansk fotbollsspelare som tidigare spelat för Helsingborgs IF, på lån från Asante Kotoko. 

## Biografi
Amoako spelade först fotboll i Young Redbull FC och skrev i oktober 2021 på ett treårskontrakt med Asante Kotoko. Han debuterade i Ghana Premier League den 30 oktober 2021 i en 3–1-vinst över Dreams FC.
I februari 2022 lånades Amoako ut till Helsingborgs IF på ett säsongslån. I den allsvenskan premiären mot Hammarby IF den 2 april 2022 gjorde han sin allsvenska debut med ett inhopp i den 78:e minuten mot Adam Kaied.
Amoako dömdes för våldtäkt 29 december 2022 med påföljden två års fängelse samt 10 års utvisning.
Amoako friades senare från denna domen i hovrätten.